# تملالت
تملالت (به فرانسوی: Tamellalt) یک منطقهٔ مسکونی در مراکش است که در استان قلعه سراغنه واقع شده‌است. تملالت ۱۶٬۵۳۹ نفر جمعیت دارد و ۱٬۲۱۶ متر بالاتر از سطح دریا واقع شده‌است.